# Hotline Miami
Hotline Miami est un jeu vidéo d'action 2D en vue de dessus créé par Dennaton Games, une équipe composée de Jonatan Söderström et Dennis Wedin. Le jeu est édité par Devolver Digital et est sorti le 23 octobre 2012 sur PC, puis porté ultérieurement sur OS X, Linux, PlayStation 3, PlayStation Vita, et PlayStation 4.
L'intrigue se déroule en 1989 à Miami. Un personnage inconnu, mais que les fans nomment Jacket en référence à son blouson, reçoit des appels qui lui ordonnent de commettre des crimes contre la mafia russe locale.
Le jeu mélange vue du dessus, une violence extrême, une narration surréaliste, et une ambiance visuelle et sonore qui est largement influencée par la culture des années 1980.  Il a notamment été inspiré par le thriller noir américain Drive, réalisé par Nicolas Winding Refn, et par le documentaire Cocaine Cowboys, réalisé en 2006 par Billy Corben.
Une suite, Hotline Miami 2 : Wrong Number, est sortie le 10 mars 2015 sur PC, OS X, Linux, PlayStation 3, PlayStation 4 et PlayStation Vita. L'un des principaux ajouts de ce nouveau jeu est l'éditeur de niveau permettant au joueur de créer ses propres niveaux.
Le 19 août 2019, Hotline Miami Collection sort sur Nintendo Switch et inclut les deux épisodes dans un même titre.

## Système de jeu
Hotline Miami est divisé en plusieurs actes, eux-mêmes divisés en plusieurs chapitres. Généralement, au début de chaque chapitre, le protagoniste au nom inconnu (Jacket) se réveille dans son appartement et va écouter des messages cryptés sur son répondeur. Ces messages semblent, au premier abord, lui indiquer qu'il doit remplir une tâche tout ce qu'il y a de plus banale dans un lieu donné. Mais il s'avère que ces messages sont en fait des euphémismes pour lui dire d'aller tuer un groupe de personnes dans l'endroit qui lui aura été donné. Par exemple, il lui sera demandé d'accueillir une célébrité ou de garder des enfants comme baby-sitter. Avant de commencer chaque mission, il faut sélectionner un masque d'animal qui donnera des avantages (courir plus vite, les poings qui font plus de dégâts...) ou des handicaps (le niveau plongé dans le noir, la traduction en français...) uniques selon le masque choisi.
Dans chaque niveau, le joueur se déplace dans un immeuble en perspective top-down (c'est-à-dire en vue du dessus, le joueur ne voit que la tête et les épaules du personnage, un peu comme dans les premiers volets de Grand Theft Auto) et cela ne s'achève qu'après avoir tué tous les ennemis. De manière occasionnelle, le joueur doit combattre un boss, c'est-à-dire un ennemi un peu plus résistant (par exemple, dans le chapitre Decadence) ou trouver des clés en explorant le niveau (comme dans le chapitre Assault), mais généralement, les niveaux sont plutôt simples dans leur déroulement. Beaucoup de niveaux possèdent un masque d'animal caché à trouver pour pouvoir le choisir en début de niveau. Le joueur a accès à une large gamme d'armes (armes de poing, armes à feu...) et pour réussir à tuer tous les ennemis, il faut mêler la tactique à la force brute, ce qui créer un vrai défi (en effet, il est souvent compliqué de déterminer comment tuer le plus d'adversaires en en alertant le moins possible). Et comme Jacket est bien moins résistant que ses ennemis, les erreurs sont toujours fatales.
L'IA (intelligence artificielle) des ennemis varie souvent et est très imprévisible, causant des difficultés pour faire une approche parfaite. Mais heureusement, le jeu redémarre à chaque fois, à l'écran où le joueur est mort, pour vous permettre de reprendre très vite la partie. Le jeu récompense la performance du joueur : les plus hauts scores sont récompensés par le déblocage de nouvelles armes et de nouveaux masques.

## Scénario

### Histoire principale
Le jeu prend place à Miami, en 1989. Le joueur incarne un homme, dont le vrai nom est inconnu mais que les fans surnomment Jacket (Blouson en anglais) pour sa varsity jacket d'étudiant ornée d'un B. Un jour, il reçoit un message codé sur son répondeur téléphonique lui indiquant qu'il a reçu une boîte de cookies lui étant destinée. Il voit effectivement un paquet devant sa porte, mais il contient un masque de coq et une lettre lui ordonnant d'aller tuer un groupe de criminels et de voler une valise qu'ils ont en leur possession, tout en précisant qu'ils le surveillent et que « l'échec n'est pas une option ». Après avoir accompli sa mission (et tué un SDF, ce qui le fait vomir), Jacket se met à recevoir d'autres messages sur son répondeur. Ces messages lui demandent implicitement de se rendre à des endroits donnés et de tuer des groupes de personnes, tous liés à la mafia russe. Pour ce faire, il utilise des masques d'animaux lui conférant des pouvoirs spéciaux (plus d'armes disponibles, plus de discrétion, plus de dégâts, etc.). Au début de chacune des parties principales du jeu, le personnage se retrouve dans une pièce sombre ressemblant à sa propre maison et se dégradant au fur et à mesure (propre et bien rangée, elle devient finalement sale, avec des traces de sang et des mouches volant dans la pièce). Dans cette pièce, Jacket est confronté à ses actions par trois êtres : Don Juan, une femme-cheval sympathique, Rasmus, un homme-hibou agressif et hostile et Richard, un homme-coq énigmatique parlant souvent par énigmes et phrases cryptées.
Dans le chapitre Decadence, Jacket fait une escapade chez un producteur de cinéma (comme des articles de journaux dans l'appartement du personnage nous le révéleront plus tard) et découvre dans une chambre noire une femme droguée et maltraitée sexuellement. Après avoir tué le boss, il la ramène chez lui et elle restera vivre dans son appartement. Dans une autre mission, alors qu'il a déjà tué tous les mafieux de l'endroit qui lui ont été signalés comme cibles, il reçoit un coup de téléphone là où la mission aurait été achevée d'habitude. Cet appel le réoriente vers une compagnie de téléphone où il trouve tout le monde mort, sauf un second personnage anonyme, nommé Biker (Motard en anglais) par les fans. Après un bref combat, Jacket finit par tuer Biker, qui, étendu sur le sol, murmure qu'il était près d'un but (but dévoilé après la fin de l'histoire de « Jacket »). Il trouve aussi d'autres porteurs de masques morts ou qui vont bientôt l'être au cours de certaines de ses missions et, après chaque mission, il va dans un petit commerce (une pizzeria, un bar, une épicerie ou un vidéo-club) où un personnage barbu et sympathique, semblant être toujours le même, nous accueille et discute un peu avec nous avant de nous délivrer gratuitement le produit que l'on est venu chercher. Ce « Beard » (« Barbe » en anglais) semble être le seul vrai ami de Jacket.
Au fil du jeu, la vision de la réalité de Jacket va devenir de plus en plus trouble. Il commence à voir les corps morts-vivants de certains ennemis qu'il a tué au cours du jeu, dont « Biker ». « Beard » meurt brutalement et son cadavre ensanglanté est retrouvé sur tous les endroits où il travaillait. À sa place se trouve un homme chauve et désagréable, nommé Richter, qui ne donne rien à Jacket. Un jour, en rentrant chez lui, il découvre sa petite amie morte et un homme avec un masque de rat sur son canapé, qui lui tire dans la tête et le plonge dans le coma. Plusieurs semaines plus tard, il se réveille à l'hôpital et entend que son attaquant s'est fait arrêter par la police de Miami et est interrogé. Il s'échappe donc de l'hôpital et retourne chez lui pour reprendre ses affaires et partir prendre le commissariat d'assaut dans un élan de pure vengeance.
Après cet assaut, Jacket découvre que Richter était son attaquant et qu'il recevait lui aussi des coups de téléphone étranges lui ordonnant d'aller tuer des gens. Le joueur aura le choix entre le tuer ou l'épargner. Le tueur en profite pour voler tous les rapports se rapprochant de cette affaire et trouver l'adresse d'un nightclub d'où proviendraient les appels. L'adresse remonte jusqu'aux leaders de la mafia russe : Jacket se rend dans leur QG et tue les panthères domestiques du chef de cette mafia, puis ses gardes du corps. Le chef lui-même essaie de le tuer, mais n'y arrive pas. Préférant la mort au déshonneur, il se suicide. Le joueur pénètre dans une dernière pièce où il voit un très vieil homme en fauteuil roulant étant apparemment au courant des derniers évènements et l'incitant à achever ce pourquoi il était venu. Jacket le tue donc avant de retirer son masque et de s'allumer une cigarette. Il sort une photo de sa poche et la laisse voleter dans le ciel.

### Après la fin: scénario de Biker
Mais bien que les crédits défilent, cela ne marque pas la fin d'Hotline Miami. En effet, après ces premiers crédits, le jeu fait un flash-back et nous place cette fois dans la peau de Biker, l'homme que Jacket a tué dans la compagnie de téléphone dans le scénario précédent. Il s'avère que le motard souhaite arrêter les meurtres et les coups de téléphone étranges. Il cherche donc à retrouver les responsables de tout ça et interroge de façon musclée les autres tueurs pour obtenir des infos. Il est donc orienté vers un club où un homme lui explique que les responsables utilisent une compagnie téléphonique pour couvrir leurs traces. Il s'y rend donc et Jacket arrive après quelques minutes.
Sauf qu'ici, ce scénario est un scénario différent et cette fois, Biker tue Jacket. Il se rend ensuite dans un lieu précédemment visité par ce dernier dans le scénario originel et découvre un concierge habillé en vert qui s'enfuit vers un passage secret situé dans les égouts. À partir de là, il y a deux fins différentes :
- la première fin est la fin « de base » : Biker retrouve les deux nettoyeurs dans les égouts, ils ne révèlent pas grand chose, et se moquent plutôt de Biker : « Tu es l’un de nos pions ? », « On a juste fait ça pour s’amuser ». Les nettoyeurs ne veulent pas en dire plus, et le joueur a le choix entre les tuer ou non, ce qui n'aura aucun impact sur la fin. Ils disent qu'ils s'ennuyaient et voulaient faire quelque chose pour tromper cet ennui. Et comme ces concierges sont modélisés d'après Jonatan Söderström et Dennis Wedin, les deux développeurs du jeu, cette fin ressemble plus à un franchissement du quatrième mur par les développeurs ;
- la seconde fin, différente, requiert que vous ayez récolté tout au long des différents niveaux des pièces de « puzzle », puis que vous les ayez remises dans l'ordre, formant une phrase : « I WAS BORN IN THE USA » (« Je suis né aux États-Unis »). Après ça, Biker pénètre dans l'ordinateur des nettoyeurs et quand il les retrouve et découvre leurs vraies motivations : ils avouent qu’ils font partie d'un groupe secret nommé 50 Blessings (un groupuscule de patriotes américains ultra-nationalistes se faisant passer pour une organisation pacifiste), et qu'ils veulent dissoudre la coalition américano-russe par le biais de différents tueurs aux masques d'animaux. À la fin, Biker finit par les tuer en leur disant qu'il ne s'intéresse pas à la politique et que les concierges lui ont fait perdre assez de temps comme ça. Le joueur accède aux vrais crédits de fin où il peut voir Biker avaler le bitume sur sa moto.

### Personnages
La majorité des personnages héritent de surnoms donnés par les fans, vu qu'ils ne sont jamais nommés dans le jeu.
- Jacket : un homme mystérieux étant le personnage principal du jeu. Il porte divers masques et assassine un grand nombre de mafieux russes dans plusieurs opérations, en réponse à des messages cryptés laissés sur son répondeur téléphonique. Il cherchera plus tard à se venger d'un autre assassin masqué ayant tué sa petite amie et finira par massacrer les leaders de la mafia russe, ce que voulait 50 Blessings, la mystérieuse organisation nationaliste qui tire les ficelles.
- Biker : cet homme au casque de moto bleu clair est le second personnage jouable du jeu. Dans le scénario originel, il se fait tuer dans une compagnie téléphonique par Jacket sur ordre anonyme de 50 Blessings. Il reçoit les mêmes coups de téléphone que Jacket, mais il cherche à mettre fin à son affiliation avec les meurtres. Dans son propre scénario, il retrouve les leaders de l'organisation et les tue, bien que ces derniers disent que cette sombre mascarade n'est qu'une « part émergée de l'iceberg » et qu'ils ont des adhérents dans bien plus de villes que Biker ne le croit.
- Richter : un homme portant un masque de rat et étant également aux ordres de 50 Blessings. Il apparaît d'abord dans les magasins où travaillait Beard avant de l'assassiner brutalement et d'entrer illégalement chez Jacket, tuant sa petite amie avant de le plonger dans le coma à son tour. Il se fera arrêter par la police et Jacket viendra lui demander des comptes dans sa cellule, ce qui le mènera vers le QG de la mafia russe.
- Richard, Rasmus & Don Juan : trois êtres irréels que Jacket voit par entrevues (probablement dans ses rêves) et qui le confrontent à ses actions. Don Juan est une femme-cheval d'un caractère sympathique et se montrant agréable envers Jacket, Richard est un homme-coq extrêmement énigmatique et qui pose souvent des questions à Jacket (la plus connue étant « Do you like hurting other people? » (« Est-ce que tu aimes blesser les autres gens ? »), qui deviendra presque un slogan non officiel pour le jeu) et s'exprime par phrases cryptées et énigmes et Rasmus est un homme-hibou très agressif et étant extrêmement hostile et désagréable envers Jacket.
- Hooker : une femme droguée et sexuellement maltraitée par un producteur de cinéma jusqu'à ce que Jacket la découvre et la ramène chez elle pour la sauver. Elle restera vivre chez le tueur et recouvrera sa santé peu à peu, mais se fera assassiner par Richter.
- Beard : le seul ami de Jacket. Ce dernier tient différents petits commerces et le tueur s'y rend régulièrement pour recevoir divers objets non-identifiés et discuter un peu avec lui. Il finira mort de façon mystérieuse et Richter prend sa place.
- Les Concierges : deux concierges, un blond (modélisé d'après Dennis Wedin) et un brun (modélisé d'après Jonatan Söderström). Ce sont les créateurs de 50 Blessings, organisation ultra-nationaliste perpétrant des assassinats et se faisant passer pour une organisation pacifiste. C'est eux qui tirent les ficelles et qui emploient Jacket, Biker et Richter. C'est d'ailleurs Biker qui finira par les découvrir et les tuer (bien que ce ne soit qu'un scénario non canonique, vu qu'ils reviennent dans Hotline Miami 2 : Wrong Number).

## Développement, marketing et sortie

### Concept originel
Hotline Miami est le successeur spirituel de Super Carnage, un jeu jamais sorti sur lequel Jonatan Söderström a commencé à travailler à ses 18 ans et qui est un shooter en vue du dessus où le but est de tuer le plus de personnes possible. Le projet fut abandonné, car Cactus (le surnom du développeur) avait des difficultés pour programmer l'intelligence artificielle des ennemis. Söderström rencontra plus tard Dennis Wedin, le chanteur et claviériste de Fucking Werewolf Asso, un groupe de metalcore. Ils créèrent ensemble un jeu pour le groupe, ainsi qu'un autre projet jamais sorti nommé Life/Death/Island. Cactus et Wedin décidèrent que leur prochain jeu aurait comme but de les faire vivre, à cause de leurs difficultés financières. Ils reprirent alors Super Carnage et l'améliorèrent jusqu'à ce qu'il devienne Hotline Miami.  

### Promotion
C'est Niklas Åkerblad, un peintre Suédois, qui a créé l'artwork du jeu. La société Devolver Digital sortit d'abord quelques petits trailers sur sa chaîne YouTube pour faire connaître le jeu. Ensuite sortit un trailer nommé Wear Something Fancy. Cette bande-annonce tournée en live-action met en scène un personnage obèse au masque de cochon et les images d'un niveau ne se trouvant pas dans le jeu (bien que le vidéaste français Globtopus, dans sa chronique du Fond de l'Affaire, ait révélé que le plan de ce niveau se trouvait dans les fichiers du jeu). Devolver ouvrit une ligne de téléphone à Miami pour que les fans puissent partager leurs opinions sur le jeu. Cela donna naissance au trailer Voicemails. Par la suite, 2 autres trailers en live-action sortiront : le premier pour le lancement officiel du jeu, mettant en scène un des tueurs masqués partant accomplir une de ses missions, et le second pour le lancement sur Playstation 3 et Playstation Vita, composé d'images tournées par des fans déguisés en tueurs masqués et se montrant agressifs envers la caméra.
Le jeu figura dans le 8ème Humble Bundle, sorti le 28 mai 2013. Le 19 août 2014 sort la version PS4 du jeu, après les versions Linux, PS3 et PS Vita. Le 11 septembre 2014, Overkill Software, les développeurs de la série Payday, annoncent collaborer avec Dennaton Games. Leur création commune, un pack téléchargeable basé sur Hotline Miami, sort le 30 septembre. Au Japon, les deux jeux de la série furent réunis dans une offre groupée spéciale sortie le 25 juin 2015 et nommé Hotline Miami : Collector Edition.

## Accueil
Le jeu reçoit un accueil très positif avec des scores Metacritic de 88 % pour les versions PC et PlayStation Vita, et 87 % pour la version PlayStation 3.
- Eurogamer : 10/10[4]
- Game Informer : 7,75/10[5]
- Gamekult : 7/10[6]
- IGN : 8,8/10[7]
- Jeuxvideo.com : 16/20[8],[9]
- PC Gamer US : 86 %[10]

## Bande originale
| 1.      | Horse Steppin         | Sun Araw                     | 10:10 |
| 2.      | Hydrogen              | M.O.O.N.                     | 4:49  |
| 3.      | Paris                 | M.O.O.N.                     | 4:31  |
| 4.      | Crystals              | M.O.O.N.                     | 4:49  |
| 5.      | Vengeance             | Perturbator                  | 2:53  |
| 6.      | Deep Cover            | Sun Araw                     | 8:05  |
| 7.      | Miami                 | Jasper Byrne                 | 3:19  |
| 8.      | Hotline               | Jasper Byrne                 | 3:12  |
| 9.      | Knock Knock           | Scattle                      | 4:04  |
| 10.     | Musikk per automatikk | Elliott Berlin               | 3:05  |
| 11.     | Miami Disco           | Perturbator                  | 4:31  |
| 12.     | Release               | M.O.O.N.                     | 6:02  |
| 13.     | A New Morning         | Eirik Suhrke                 | 2:28  |
| 14.     | Flatline              | Scattle                      | 2:14  |
| 15.     | Silver Lights         | CoConuts                     | 6:36  |
| 16.     | Daisuke               | El Huervo feat. Shelby Cinca | 2:42  |
| 17.     | Turf                  | El Huervo                    | 5:04  |
| 18.     | Crush                 | El Huervo                    | 2:40  |
| 19.     | Electric Dreams       | Perturbator                  | 4:45  |
| 20.     | Inner Animal          | Scattle                      | 3:40  |
| 21.     | It's Safe Now         | Scattle                      | 2:43  |
| 1:32:22 |                       |                              |       |